# جيمس فيلان (أكاديمي)
جيمس فيلان (بالإنجليزية: James Phelan)‏ هو أكاديمي أمريكي، ولد في 25 يناير 1951 في فلاشينغ ‏ في الولايات المتحدة.